# Pato (Pferdesport)

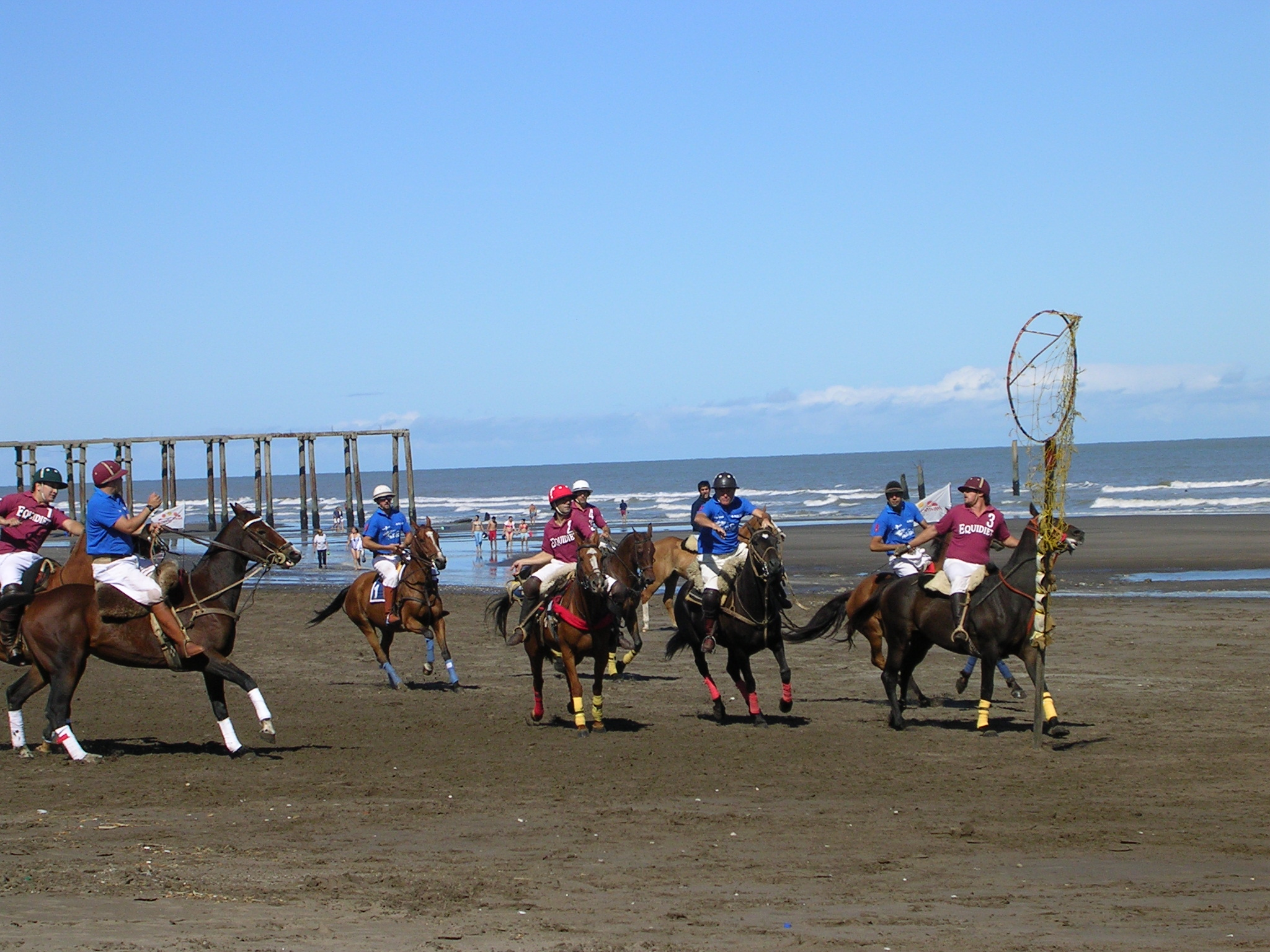
Pato

Pato ist eine mit dem Polo verwandte Reitsportart, die vor allem in Argentinien gespielt wird.
Polo wird eher von der Oberschicht ausgeübt; hingegen ist Pato ein Sport der armen Landbevölkerung Argentiniens.
Ursprünglich war der Sinn des Spiels, eine lebende Ente zu erobern und vor dem Zugriff der anderen Mannschaft zu schützen. In der modernen Fassung des Pato reiten zwei Mannschaften auf Pferden und müssen die Ente – die in der heutigen Zeit aus Leder gefertigt ist – ähnlich wie beim Basketball in einen Korb an jedem Ende des Spielfelds werfen. Im Polo verwendet man im Gegensatz dazu Tore wie im Fußball. 
Pato ist seit dem Jahr 1953 der offizielle Nationalsport Argentiniens.

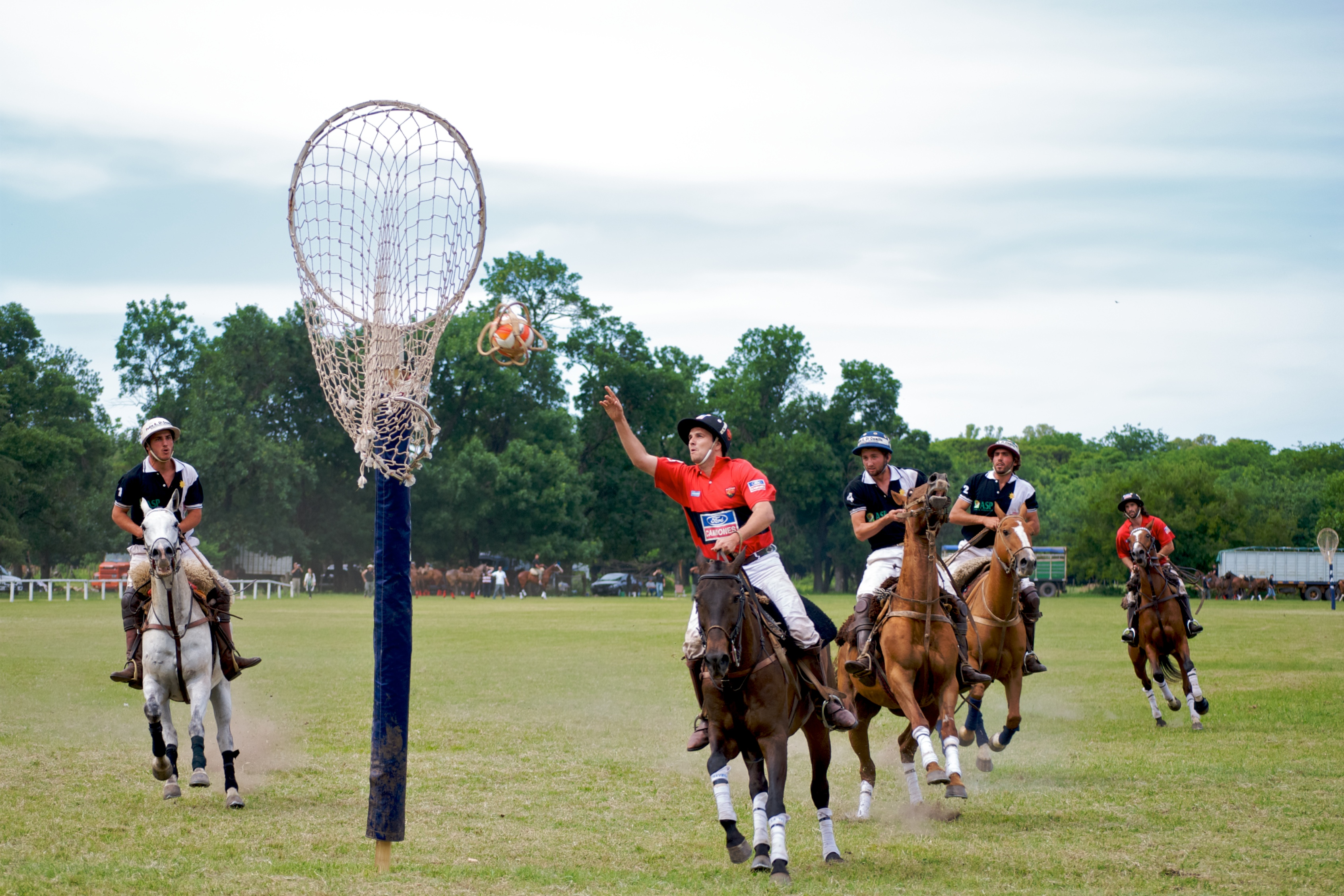
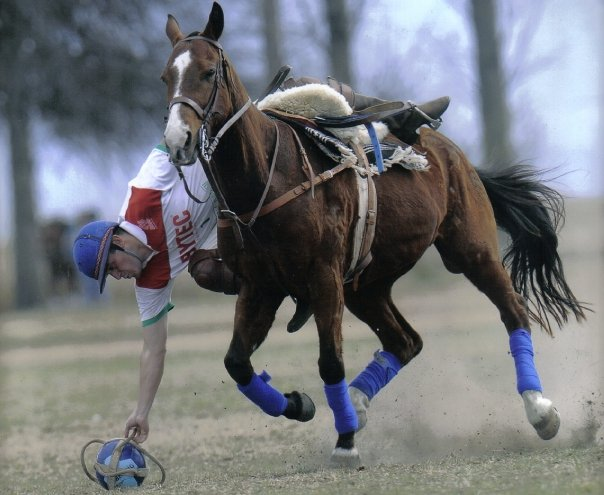
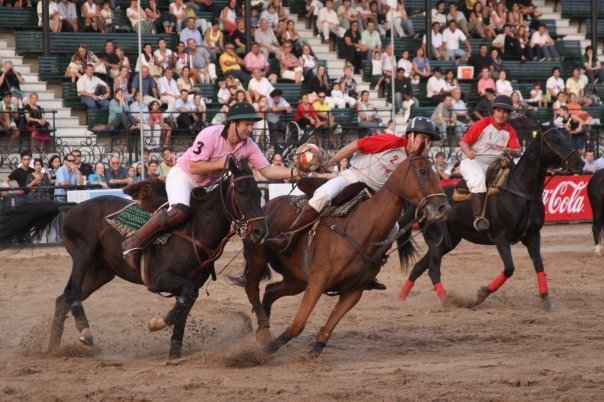
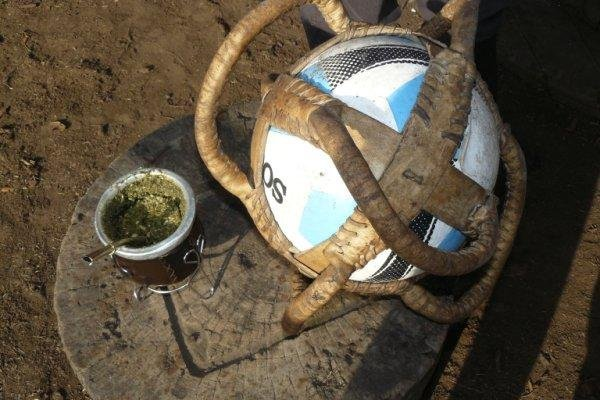